# さわかぜ (護衛艦)
さわかぜ（ローマ字：JS Sawakaze, DDG-170）は、海上自衛隊の護衛艦。たちかぜ型護衛艦の3番艦。艦名は「沢を吹き渡る風」に由来し、この名を受け継ぐ日本の艦艇としては旧海軍の峯風型駆逐艦2番艦「澤風」に続き2代目。

## 艦歴
「さわかぜ」は、昭和53年度計画3,800トン型護衛艦2310号艦として、三菱重工業長崎造船所で1979年9月14日に起工され、1981年6月4日に進水、1983年3月30日に就役し、同日付で第2護衛隊群隷下に新編された第62護衛隊に「たちかぜ」とともに編入され佐世保に配備された。
1983年8月9日から12月12日の間、ターター装置装備認定試験（SQT）のため、米国に派遣。
1984年、1986年、1988年、1990年、1992年と5回連続して環太平洋合同演習 (RIMPAC) に参加した。
1985年4月25日から7月13日の間、護衛艦「しらね」、「あさかぜ」とともに米国派遣訓練に参加。
1995年6月15日から9月5日の間、護衛艦「はるな」及びP-3C 3機とともに米国派遣訓練に参加。
2002年2月13日、テロ対策特別措置法に基づき、護衛艦「はるな」、補給艦「ときわ」と共にインド洋に派遣。同年6月まで任務に従事し、7月5日、佐世保に帰港した。
2007年3月15日、護衛艦隊直轄艦となり定係港が横須賀に転籍。なお、護衛艦隊直轄艦となる際、特に改造はされなかった。
2009年5月11日から16日までシンガポール海軍主催の西太平洋海軍シンポジウム（WPNS）多国間海上訓練に参加。
2010年6月25日、護衛艦「はつゆき」と共に自衛艦旗を横須賀地方総監松岡貞義海将に返納し退役した。総航程は691,913浬（約128万キロメートル）におよんだ。

### 歴代艦長
| 代 | 氏名       | 在任期間               | 出身校・期          | 前職                                       | 後職                           | 備考             |
| -- | ---------- | ---------------------- | ------------------- | ------------------------------------------ | ------------------------------ | ---------------- |
| 01 | 宮本次禎   | 1983.3.30 - 1984.7.31  | 熊本大・ 11期幹候   | さわかぜ艤装員長                           | 開発指導隊群司令部付           | 1等海佐          |
| 02 | 堂脇 樹    | 1984.8.1 - 1986.7.31   | 防大6期             | 第3海上訓練指導隊                          | 余市防備隊司令                 | 1985.1.1 1等海佐 |
| 03 | 垣見昌美   | 1986.8.1 - 1988.3.15   | 防大7期             | はまゆき艦長                               | プログラム業務隊副長           | 1等海佐          |
| 04 | 植松秀昭   | 1988.3.16 - 1989.3.15  | 防大8期             | 統合幕僚会議事務局 第5幕僚室研究班長       | 自衛艦隊司令部幕僚             | 1等海佐          |
| 05 | 池上光信   | 1989.3.16 - 1990.8.12  | 防大10期            | はるゆき艦長                               | 海上自衛隊幹部学校研究部員     | 1990.7.1 1等海佐 |
| 06 | 関 泰雄    | 1990.8.13 - 1991.6.30  | 防大14期            | 海上自衛隊東京業務隊付                     | 第1護衛隊群司令部幕僚          | 1等海佐          |
| 07 | 福崎幸則   | 1991.7.1 - 1993.3.23   | 防大12期            | 第1海上訓練指導隊付                        | しらね艦長                     |                  |
| 08 | 稲田 悟    | 1993.3.24 - 1994.8.29  | 防大12期            | 自衛隊愛知地方連絡部募集課長               | ひえい艦長                     | 1994.7.1 1等海佐 |
| 09 | 米永 譲    | 1994.8.30 - 1995.12.17 | 防大13期            | 横須賀地方総監部管理部 人事課長            | 舞鶴地方総監部監察官           | 1995.7.1 1等海佐 |
| 10 | 加藤紀夫   | 1995.12.18 - 1997.7.31 | 防大15期            | かしま艦長                                 | あすか艦長                     | 1等海佐          |
| 11 | 廣瀬美津男 | 1997.8.1 - 1999.3.28   | 防大17期            | 海上自衛隊第1術科学校 主任教官 兼 研究部員 | 運用開発隊副長                 |                  |
| 12 | 松田茂則   | 1999.3.29 - 2000.3.29  | 防大16期            | プログラム業務隊第1科長                    | さがみ艦長                     |                  |
| 13 | 井崎秀則   | 2000.3.30 - 2001.3.26  | 防大20期            | 横須賀地方総監部管理部 人事課長            | しらね艦長                     | 1等海佐          |
| 14 | 加古龍三   | 2001.3.27 - 2002.8.19  | 防大18期            | 防衛医科大学校学生課長                     | 統合幕僚学校教官               | 1等海佐          |
| 15 | 大津雅紀   | 2002.8.20 - 2004.3.31  | 防大23期            | 第1護衛隊群司令部幕僚                      | 情報本部緊急・動態部第2課長    | 1等海佐          |
| 16 | 小野山典文 | 2004.4.1 - 2006.3.26   | 防大20期            | システム通信隊群司令部幕僚                 | 護衛艦隊司令部                 |                  |
| 17 | 横田文夫   | 2006.3.27 - 2007.9.30  | 大阪外大・ 33期幹候 | 佐世保地方総監部管理部 人事課長            | かしま艦長                     | 2007.7.1 1等海佐 |
| 18 | 岩澤 明    | 2007.10.1 - 2008.9.30  | 防大24期            | 横須賀地方総監部管理部 人事課長            | 海上自衛隊第1術科学校 生徒部長 | 2008.7.1 1等海佐 |
| 19 | 森﨑真司   | 2008.10.1 - 2010.6.25  | 防大25期            | 保全監査隊                                 | 横須賀システム通信隊司令       |                  |

## 装備
本艦は1番艦「たちかぜ」・2番艦「あさかぜ」よりやや間をおいて建造されたために、艦容の違いが目立っている。まず、艦橋構造物前面下半分を傾斜面とし、艦橋構造物前方に設けられたアスロックSUM用8連装発射機への給弾方法を1・2番艦で用いられたラマー・クレーンを使用した機力補助型の手動装填方式からはつゆき型護衛艦と同じ弾庫からの直接装填方式に変更している。この変更により、アスロック発射機はより艦橋構造物に近づけて配置された。また、艦尾に装備されているMk 13 単装ミサイル発射機は1・2番艦で使用されていたスタンダードSM-1専用のMod 3から、ハープーンSSMも発射可能なMod 4に更新されており、この他にも5インチ砲の射撃指揮装置は72式射撃指揮装置1型A（FCS-1A）から新型の81式射撃指揮装置2型21（FCS-2-21）に、対水上レーダーも1番艦のOPS-16や2番艦で装備されたOPS-17から新型のOPS-28に変更された。

## ギャラリー

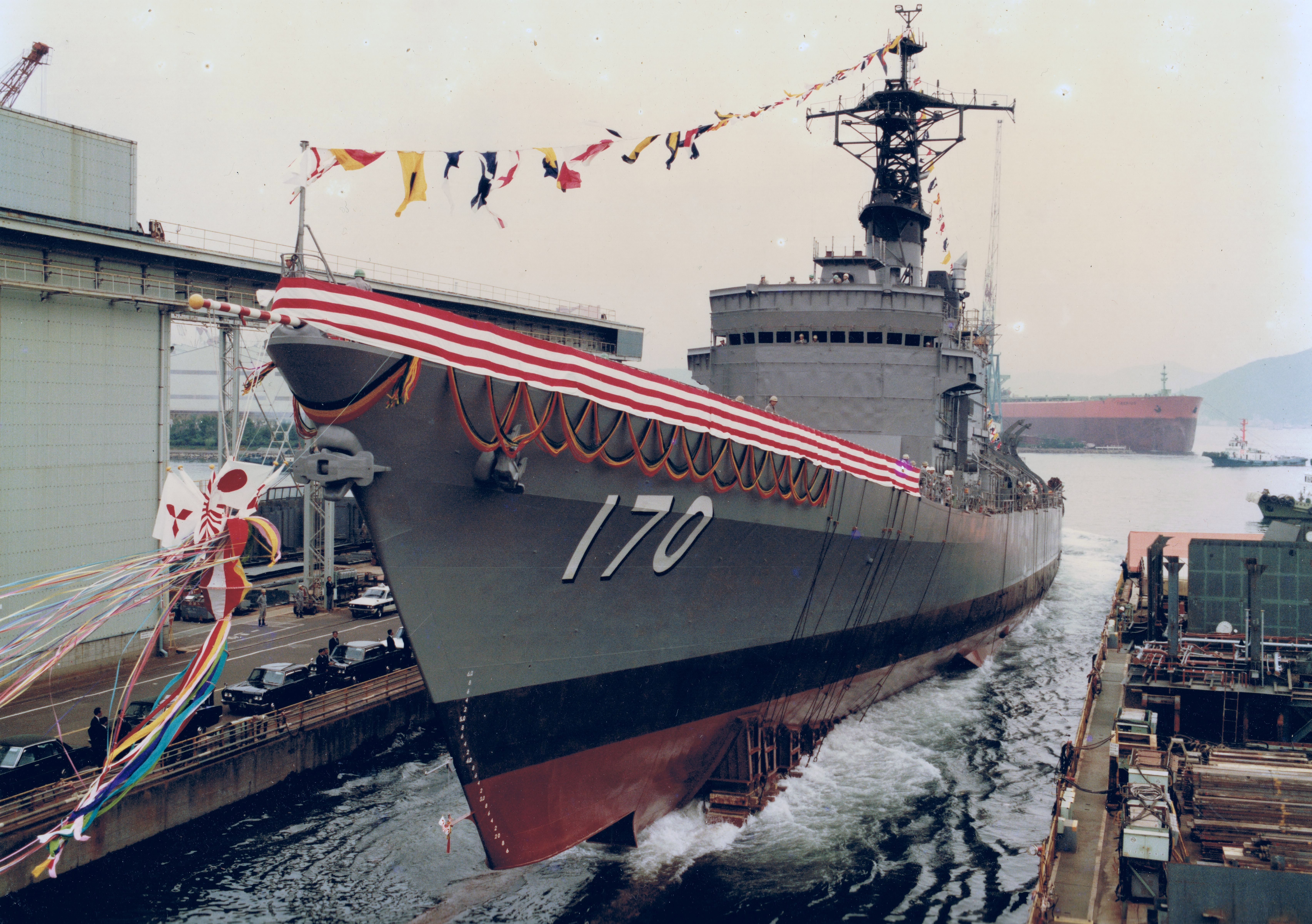
進水式
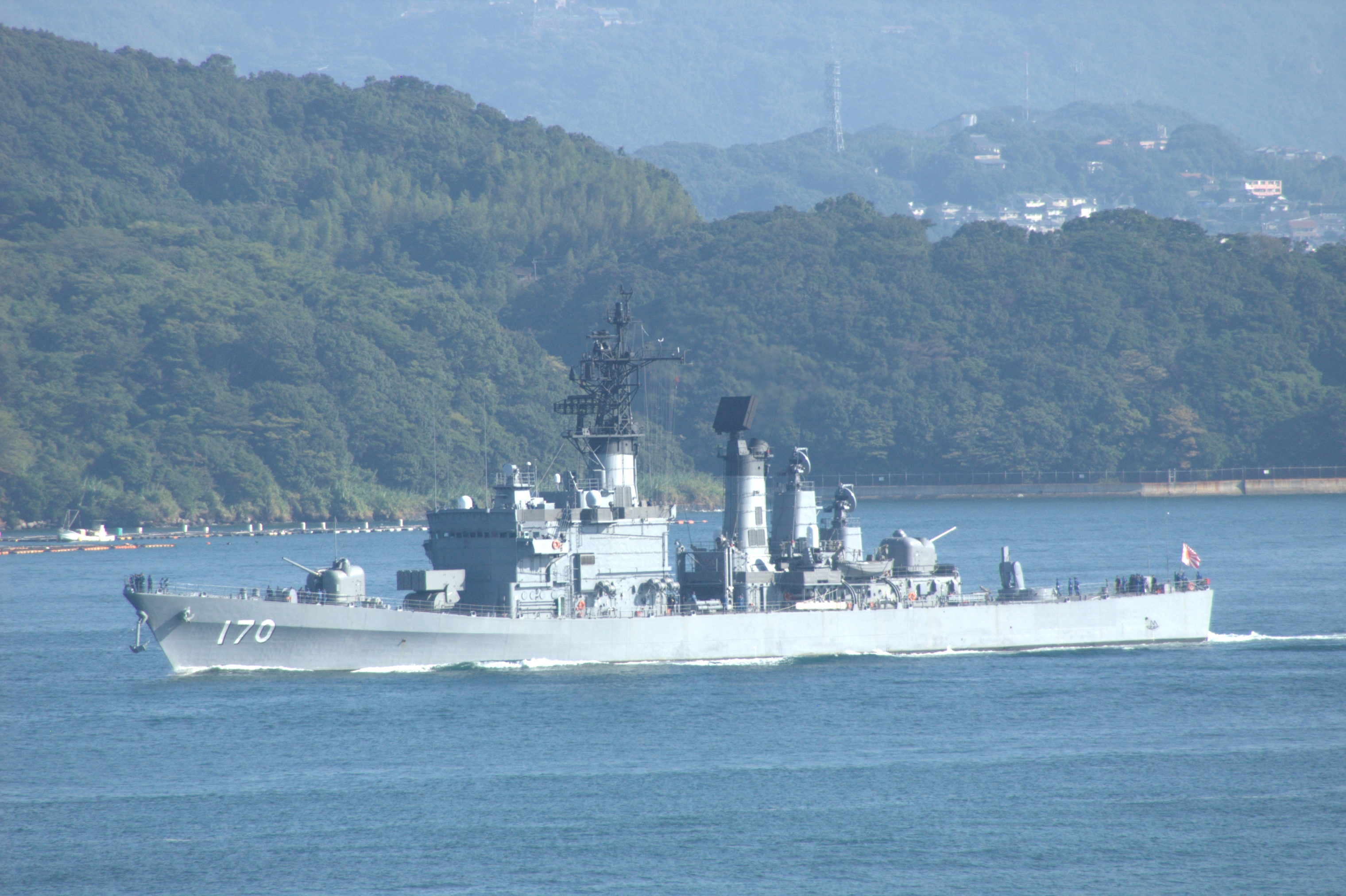
佐世保港港口寄船に撮影 2005.10.17
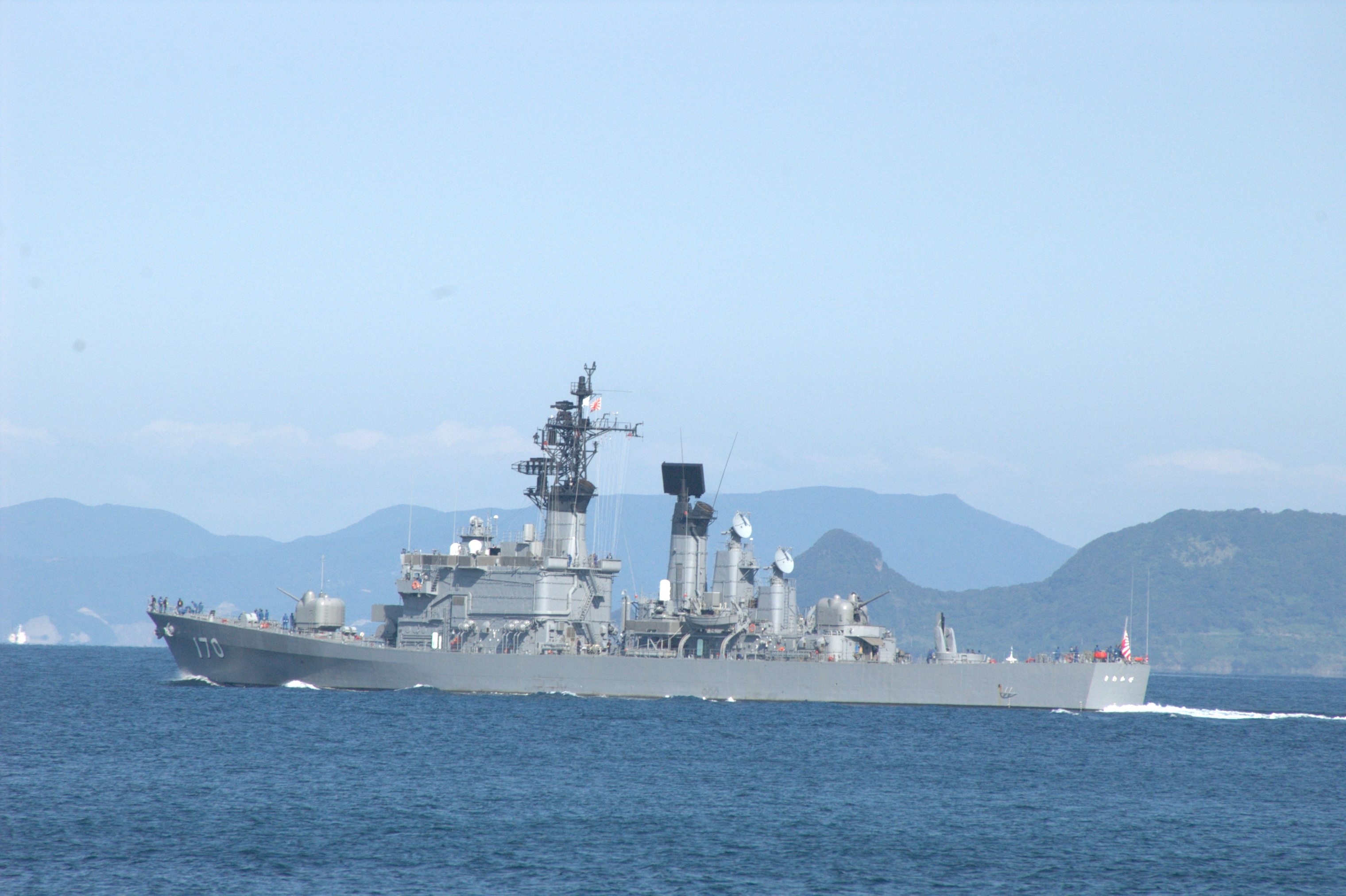
佐世保港沖にて撮影 2006.9.25
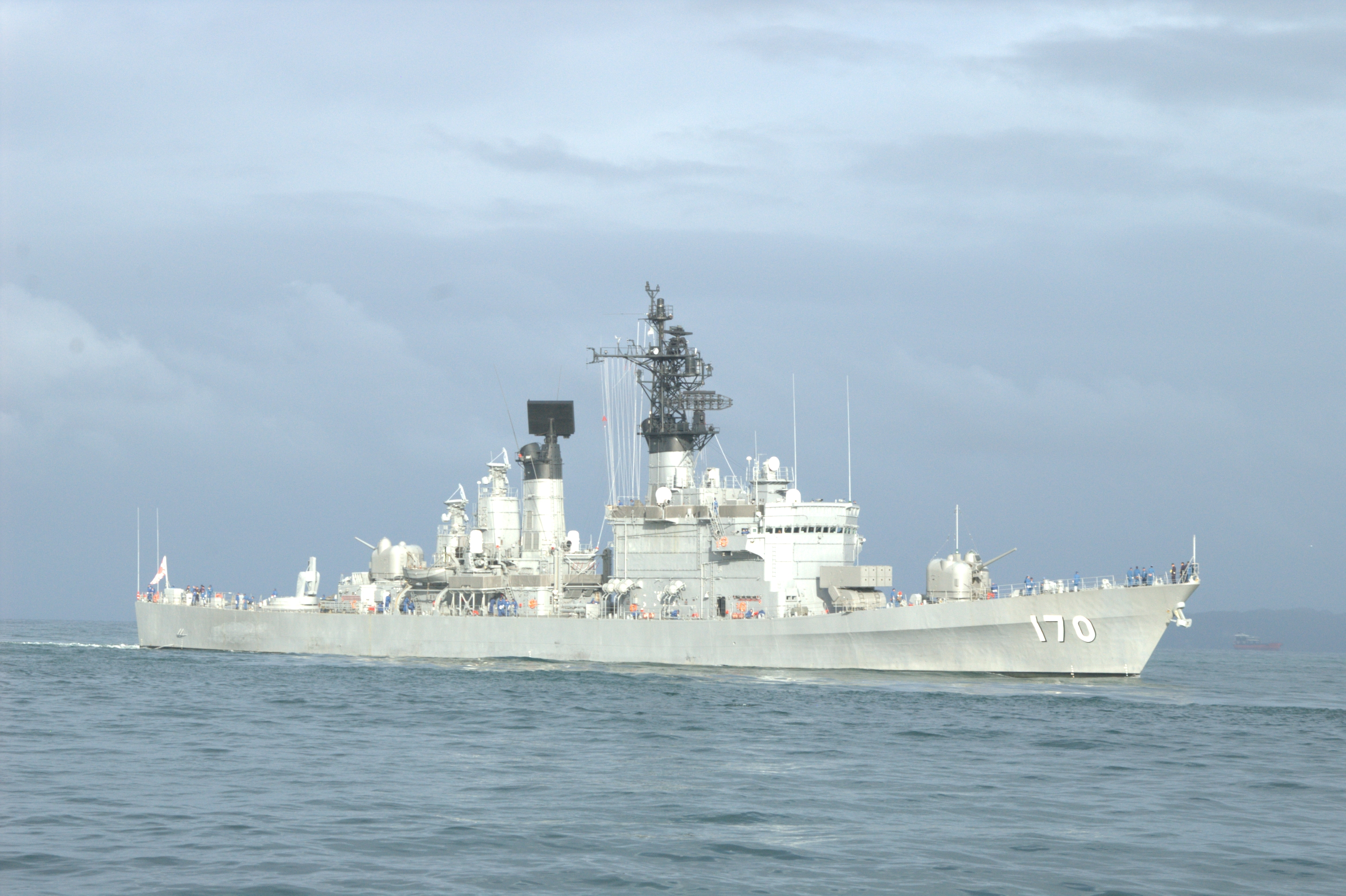
佐世保港沖にて撮影 2006.9.18
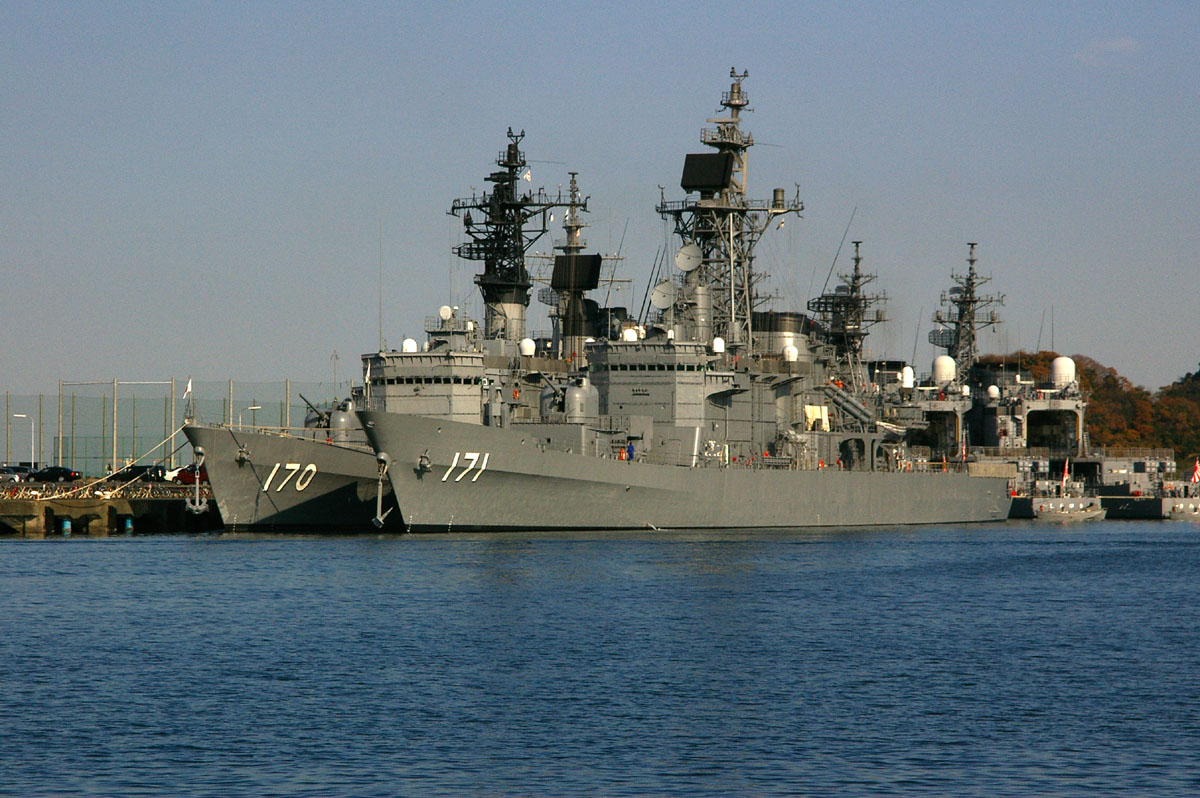
「はたかぜ」（右）とともに船越地区に係留中の「さわかぜ」